# 蒙罗维亚 (加利福尼亚州)
蒙罗维亚（Monrovia）是美国加利福尼亚州南部洛杉矶縣的一座城市，位于圣盖博山山脚，是洛杉矶市的工业区和城郊住宅区。世界展望會總部在此處。